# Уитленд (округ)
Округ Уитленд (англ. Wheatland County) располагается в штате Монтана, США. Образован 22 февраля 1917 года. По состоянию на 2010 год, численность населения составляла 2168 человек.
Крупнейший город и административный центр округа Уитленд — город Харлоутон.

## География
По данным Бюро переписи США, общая площадь округа равняется 3 698,524 км2, из которых 3 685,574 км2 суша и 12,950 км2 или 0,400 % это водоёмы.

## Климат
Согласно системе классификации климатов Кёппена, в округе Уитленд холодный полузасушливый климат, который сокращённо обозначается на климатических картах аббревиатурой «BSk».

## Население
По данным переписи населения 2000 года в округе проживает 2 259 жителей в составе 853 домашних хозяйства и 540 семей. Плотность населения составляет 1,00 человек на км2. На территории округа насчитывается 1 154 жилых строений, при плотности застройки менее 1,00-го строения на км2. Расовый состав населения: белые — 96,99 %, афроамериканцы — 0,13 %, коренные американцы (индейцы) — 0,58 %, азиаты — 0,18 %, гавайцы — 0,22 %, представители других рас — 0,27 %, представители двух или более рас — 1,64 %. Испаноязычные составляли 1,11 % населения независимо от расы.
В составе 25,80 % из общего числа домашних хозяйств проживают дети в возрасте до 18 лет, 53,80 % домашних хозяйств представляют собой супружеские пары проживающие вместе, 4,90 % домашних хозяйств представляют собой одиноких женщин без супруга, 36,60 % домашних хозяйств не имеют отношения к семьям, 34,50 % домашних хозяйств состоят из одного человека, 16,40 % домашних хозяйств состоят из престарелых (65 лет и старше), проживающих в одиночестве. Средний размер домашнего хозяйства составляет 2,24 человека, и средний размер семьи 2,86 человека.
Возрастной состав округа: 26,80 % моложе 18 лет, 6,40 % от 18 до 24, 22,00 % от 25 до 44, 25,50 % от 45 до 64 и 25,50 % от 65 и старше. Средний возраст жителя округа 41 лет. На каждые 100 женщин приходится 98,00 мужчин. На каждые 100 женщин старше 18 лет приходится 99,20 мужчин.
Средний доход на домохозяйство в округе составлял 24 492 USD, на семью — 32 500 USD. Среднестатистический заработок мужчины был 14 185 USD против 15 000 USD для женщины. Доход на душу населения составлял 11 954 USD. Около 11,10 % семей и 20,40 % общего населения находились ниже черты бедности, в том числе — 16,00 % молодежи (тех, кому ещё не исполнилось 18 лет) и 15,50 % тех, кому было уже больше 65 лет.